# Bo Welch

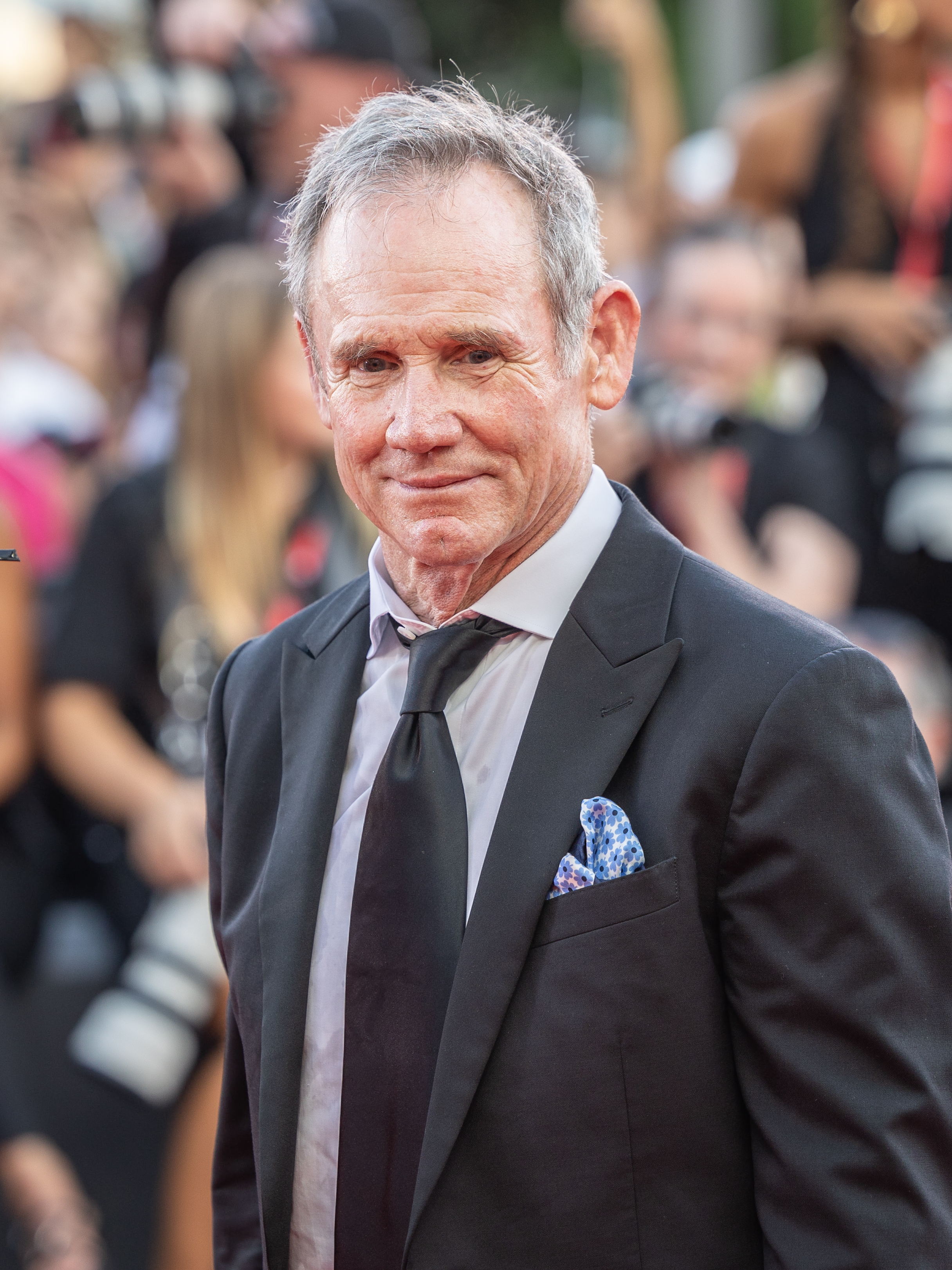
Bo Welch (2024)

Robert W. „Bo“ Welch III (* 30. November 1951 in Yardley, Pennsylvania) ist ein US-amerikanischer Szenenbildner, Artdirector und Regisseur.

## Leben
Bo Welch begann seine Filmkarriere 1979 in der Filmcrew der Filmkomödie Hals über Kopf mit John Heard in der Hauptrolle. Zwei Jahre später arbeitete er als Bühnenbilddesigner bei Michael Crichtons Kein Mord von der Stange. In den 1980er Jahren arbeitete er als Artdirector an mehreren Filmen, darunter Steven Spielbergs Die Farbe Lila, für welchen er seine erste Oscarnominierung erhielt. 1988 arbeitete er erstmals mit Tim Burton an Beetlejuice. Für die zweite Zusammenarbeit, Edward mit den Scherenhänden, wurde Welch erneut für den Oscar nominiert und erhielt den BAFTA Award. Zwischen 1987 und 2002 arbeitete er an fünfzehn Filmen zusammen mit der Szenenbildnerin Cheryl Carasik. Insgesamt war Welch viermal für den Oscar nominiert.
2003 hatte er sein Debüt als Filmregisseur; der auf den Erzählungen von Dr. Seuss basierende Kinderfilm Ein Kater macht Theater brachte ihm allerdings eine Nominierung für die Goldene Himbeere als schlechtester Regisseur ein. Der Film war zudem als schlechtester Film nominiert, auch Hauptdarsteller Mike Myers, die Nebendarsteller Alec Baldwin und Kelly Preston und die Drehbuchautoren erhielten entsprechende Nominierungen.
Welch ist seit 1992 mit der kanadischen Schauspielerin und Drehbuchautorin Catherine O’Hara verheiratet, das Paar hat zwei Kinder.

## Filmografie (Auswahl)

### Szenenbild
- 1987: The Lost Boys
- 1988: Beetlejuice (Beetle Juice)
- 1989: Ghostbusters II
- 1990: Edward mit den Scherenhänden (Edward Scissorhands)
- 1992: Batmans Rückkehr (Batman Returns)
- 1995: Little Princess (A Little Princess)
- 1996: The Birdcage – Ein Paradies für schrille Vögel (The Birdcage)
- 1997: Men in Black
- 1998: Mit aller Macht (Primary Colors)
- 1999: Wild Wild West
- 2000: Good Vibrations – Sex vom anderen Stern (What Planet Are You From?)
- 2002: Men in Black II

### Artdirector
- 1983: Ein Richter sieht rot (The Star Chamber)
- 1984: Angriff ist die beste Verteidigung (Best Defense)
- 1985: Die Farbe Lila (The Color Purple)

### Regie
- 2003: Ein Kater macht Theater (The Cat in the Hat)
- seit 2017: Eine Reihe betrüblicher Ereignisse (A Series of Unfortunate Events, Fernsehserie, 2 Folgen)

## Auszeichnungen
- 1986: Oscarnominierung für Die Farbe Lila
- 1992: BAFTA Award für Edward mit den Scherenhänden
- 1996: Oscarnominierung für Die Traumprinzessin
- 1997: Oscarnominierung für The Birdcage – Ein Paradies für schrille Vögel
- 1998: Oscarnominierung für Men in Black
- 2004: Goldene-Himbeere-Nominierung für Ein Kater macht Theater